# Mährens vapen

Mährens vapen. Moravian örn

Mährens vapen (1915-1918).

Mährens vapen utgörs av en röd- och silver(gold)rutig krönt örn i blått fält. Mähren har genom tiderna ingått i olika riken, vars vapen oftast bestått av föreningar av de olika landskapens vapen. Dess vapen ingår numera i Tjeckiens statsvapen, närmare bestämt i det stora vapnet, där det förekommer i en kvadrerad sköld tillsammans med Böhmens och Schlesiens vapen.